# Floby pastorat
Floby pastorat är ett pastorat i Falköpings och Hökensås kontrakt (före 2017 Falköpings kontrakt) i Skara stift i Svenska kyrkan.
Pastoratet bildades 2010 och består av följande församlingar:
- Floby församling
- Kinneveds församling
- Åsarps församling

Dess pastoratskod är 030506.